# FC Montceau
El Football Club Montceau Bourgogne es un equipo de fútbol de Francia que milita en el Championnat National 3, la quinta liga de fútbol más importante del país.

## Historia
Fue fundado el 31 de julio de 1948 en la ciudad de Montceau-les-Mines en Bourgogne, donde han tenido una historia discreta en los niveles amateur de Francia, aunque tuvieron una temporada para recordar en 2006/07, en donde su participación en la Copa de Francia avanzaron hasta semifinales, dejando en el camino a equipos de la Ligue 1 como el FC Bordeaux y el RC Lens, que en esa temporada iba en segundo lugar en la Ligue 1, hasta que el FC Sochaux los eliminó antes de la final.

## Jugadores

### Jugadores destacados
- Albert Rigemont
- Issala Diallo
- Nicolas Vallar